# Герасимов, Александр Васильевич

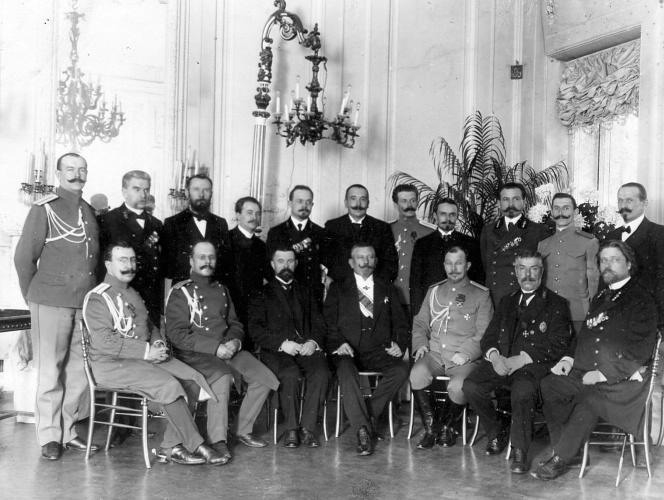
А. В. Герасимов (в центре) с начальниками отделов и следователями Петербургского охранного отделения. 1905.

Алекса́ндр Васи́льевич Гера́симов (7 ноября 1861, Харьков — 2 января 1944, Берлин) — русский полицейский администратор, генерал-лейтенант ОКЖ.

## Биография
Родился 7 ноября 1861 года.
Образование получил в Харьковском реальном училище, затем в Чугуевском пехотном юнкерском училище.
После окончания последнего в 1883 году поступает на военную службу в чине прапорщика, которую проходил в 61-м Резервном пехотном батальоне.
C 1889 года в отдельном корпусе жандармов — служба адъютантом Самарского, затем, с 1891 г. — Харьковского губернских жандармских управлений. С 1894 года помощник начальника Харьковского ЖУ.
В 1905—1909 годах начальник Петербургского охранного отделения. Благодаря сотрудничеству с Е. Азефом предупредил террористические акты против Николая II, вел. кн. Николая Николаевича, министра И. Г. Щегловитова, премьер-министра П. А. Столыпина.
25 октября 1909 года снят с должности, произведён в генерал-майоры и назначен генералом для поручений при министре внутренних дел по должности шефа жандармов, получал отдельные ревизионные поручения. В начале 1914 вышел в отставку с производством в генерал-лейтенанты.
Во время Февральской революции был арестован, находился в заключении в Петропавловской крепости. Допрашивался ЧСК. У следователя ЧСК полковника С. А. Коренева, сталкивавшегося при работе Комиссии с деятелями Департамента полиции, сложилось такое впечатление о Герасимове:
Последний, — бывший начальник Петроградской охранки — травленный волк, ко всякому предлагавшемуся ему вопросу подходит осторожно, обнюхивает его со всех сторон, и отвечает на всё так, чтобы за него-то лично нельзя было зацепиться. Служил, ловил, сажал, — вот и всё, а кого как, за что, имел ли на это право, — это всё погребено в прошлом, — нет следов и ответственности…
В эмиграции жил в Берлине, вёл бухгалтерию мастерской дамского платья, которую держала его жена.
Скончался в Берлине 2 января 1944 года в возрасте 82 лет. Похоронен на православном кладбище Тегель.

## Мемуары
- А. В. Герасимов. На лезвии с террористами. // «Охранка». Воспоминания руководителей политического сыска. Тома 1 и 2. — М.: Новое литературное обозрение, 2004.
 (см. также Всероссийская мемуарная библиотека)